# Железная дорога Лелле — Пярну
Железная дорога Лелле — Пярну (также известная, как Лелле — Папинийду) — участок железной дороги в Эстонии, протяжённостью 69,5 км. Была открыта с конечной станцией Папинийду в 1928 году и имела ширину колеи 750 мм. В 1969 году была закрыта и перестроена под русскую колею. Ширококолейная дорога с конечной станцией Пярну была открыта в 1971 году.

## Пассажирские перевозки
С 1981 года, после постройки железной дороги Пярну — Мыйзакюла, по железной дороге Лелле — Пярну ходил пассажирский поезд Таллин — Пярну — Рига. Линия перестала существовать в 1992 году, а участок дороги Пярну — Мыйзакюла был демонтирован в 2008 году.
До 2018 года по железной дороге проходила линия пассажирских поездов Таллин — Пярну. С 9 декабря 2018 года пассажирское сообщение на участке Лелле — Пярну закрыто.